# Gabriele Evertz
Gabriele Evertz (* 1945 in Berlin) ist eine US-amerikanische Malerin, Kuratorin und Professorin, die sich mit Farbforschung befasst. Sie ist eine Vertreterin der Geometrischen Abstraktion.

## Leben
Gabriele Evertz wanderte im Alter von 19 Jahren in die USA aus. Dort studierte sie Kunstgeschichte (B. A.) mit dem Prädikat Magna cum laude am Hunter College in New York. Anschließend absolvierte sie ein Studium der Malerei am selben College, das sie 1990 als Master of Fine Arts abschloss. Sie ist Mitglied der American Abstract Artists. Gabriele Evertz lebt und arbeitet in New York. 2012 erhielt sie den Basil H. Alkazzi Award for Excellence in Painting.
Neben ihrer künstlerischen Tätigkeit lehrt sie seit 1998 auch als Professorin für Malerei am Hunter College. Seit vielen Jahrzehnten ist das Department of Art & Art History am Hunter College dafür bekannt, dass seine Lehrenden sich in ihrer eigenen künstlerischen Arbeit intensiv mit der Erforschung der Farbmalerei auseinandersetzen. Zu den dort Wirkenden gehörten und gehören neben Evertz, die als eine „Schlüsselfigur“ (key member) dieser Gruppe bezeichnet wird, u. a. Robert Swain, Sandford Wurmfeld, Vincent Longo und Doug Ohlson. Kritiker sprechen deshalb in diesem Zusammenhang von einer spezifischen „Farbschule des Hunter College“ (Hunter Color School), die sich über die Jahrzehnte in der Beschäftigung mit dem Phänomen der Farbe entwickelt habe.
Obwohl alle Künstler ihre jeweils individuellen Ausdrucksmittel gefunden haben, eint sie die Erforschung der Phänomenologie der Farbe in dem Bestreben, über die Farbe einen „transformativen Effekt“ (transformative effect) beim Betrachter zu initiieren.

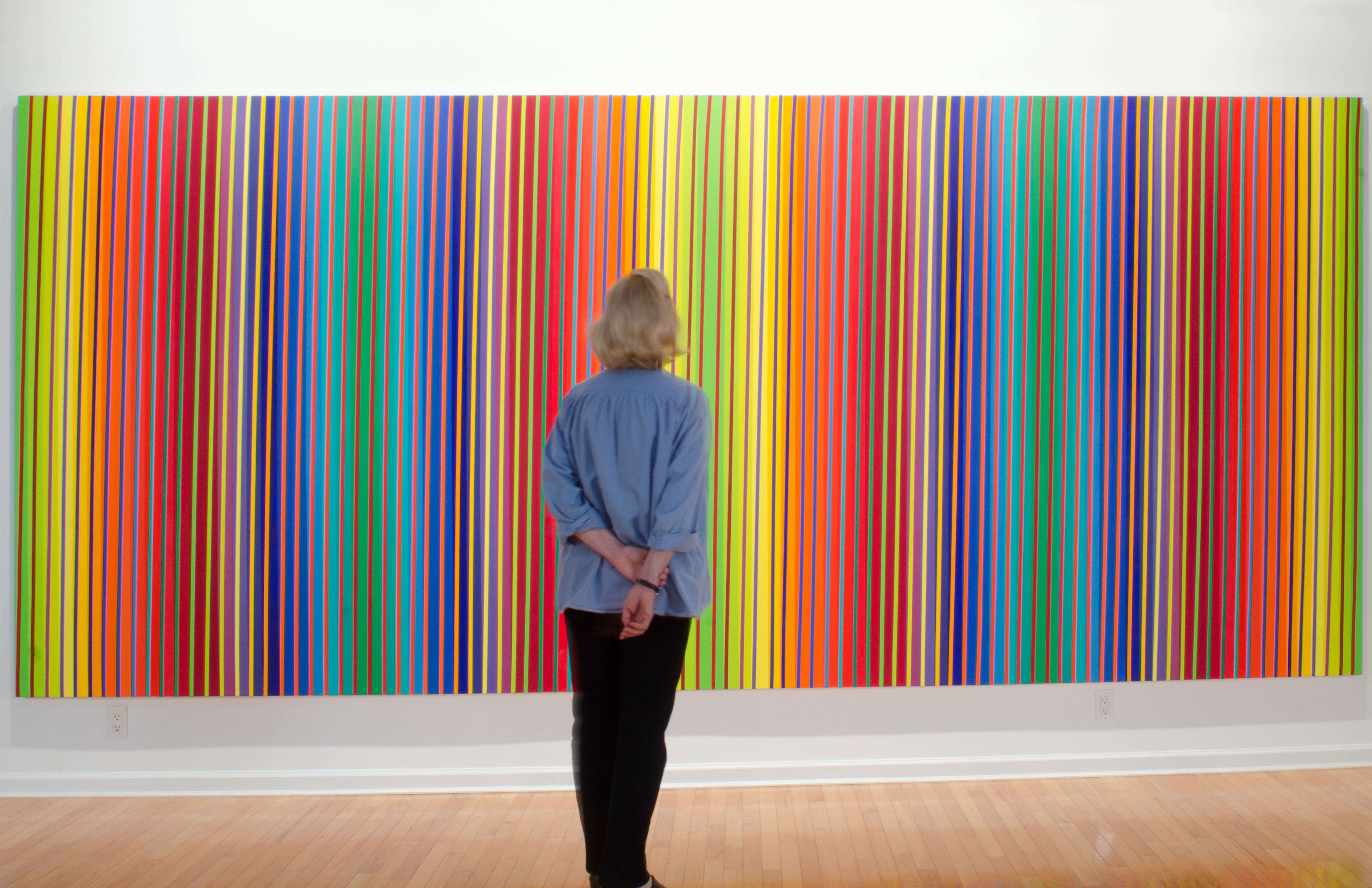
Gabriele Evertz vor ihrem Werk Double, 1999, Acryl auf Leinwand

## Künstlerisches Werk
“Color to me is the most important problem, it’s a pioneering problem, it’s a very new experience to not tell a story, not make the color the burden of a symbolic meaning. Just perceive and understand, what’s the sensation is of color. Intense colors give me that sense of aliveness.”

„Farbe ist für mich das wichtigste Problem, es ist ein bahnbrechendes Problem, es ist eine ganz neue Erfahrung, keine Geschichte zu erzählen, die Farbe nicht zur Last einer symbolischen Bedeutung zu machen. Einfach wahrnehmen und verstehen, was das Gefühl von Farbe ist. Intensive Farben geben mir das Gefühl von Lebendigkeit.“

Evertz’ Werke bestehen aus nebeneinander angelegten vertikalen Farbbändern unterschiedlicher Breite, für die sie alle Farben des Farbkreises verwendet. In ihren neuesten Kompositionen wendet sie sich der Farbe Grau und ihren Wirkungen auf umliegende Farben zu. Gelegentlich nutzt sie auch metallisch wirkende Farben, da diese das Licht reflektieren und zusätzliche Farbimpulse setzen können. Häufig wiederholt sie bestimmte Farbkonstellationen innerhalb eines Bildes.
Beim Betrachten des Gemäldes schwingt das Auge ständig zwischen der Sicht des gesamten Bildes und der Konzentration auf einzelne Aspekte des Werkes hin und her. Dadurch nimmt der Betrachter eine Art Vibration der Farbe wahr: „Die resultierenden Gemälde präsentieren eine Flut von visuellen Informationen, in welchen Farbe und Form sich in und aus der Reihenfolge und der Symmetrie bewegen, welche das Auge veranlasst, sich durch wellenförmige, pulsierende Räume zu bewegen.“ (The resulting paintings present a barrage of visual information that moves color and form in and out of sequence and symmetry causing the eye to move through undulating, pulsating spaces.) Dies wird besonders deutlich, wenn der Betrachter unterschiedliche Abstände zum Bild einnimmt. Die so entstehende Parallaxe verstärkt das Erlebnis der Vibration und Schwingung der Farbe.

“Without the viewer the painting doesn’t exist. The viewer brings the painting to life.”

„Ohne den Betrachter existiert das Bild nicht. Der Betrachter erweckt das Bild zum Leben.“

Erst durch die Wahrnehmung der Komposition durch den Betrachter, durch sein sich Bewegen im Raum und der dadurch jeweils unterschiedlichen Wahrnehmung von Nähe und Distanz, entsteht die Schwingung und Vibration, die das Betrachten der Werke zu einem individuellen und möglicherweise sogar spirituellen Erlebnis werden lässt: „Die Leute denken, dass Geometrie sehr statisch ist, aber das ist sie nicht. Sie bewegt sich die ganze Zeit. Ich behalte die gleiche Farbfolge, ändere aber den Hintergrund. Und sowie du dich darauf einlässt, ändert sich auch deine Wahrnehmung. Die Farben sind die Schauspieler. Sie sind wirklich Gefäße der Kontemplation.“ (People think geometry is very static, but it isn’t. it’s moving all the time. i’m keeping the same color sequence but changing the background. so as you engage in it, it changes. The colors are the actors. These are really vessels of contemplation.)

## Videografie (Auswahl)
- 2010: Michael Feldmann: Gabriele Evertz Paints a Color Study,[11] 09′ 05″
- 2010: Michael Feldmann: Gabriele Evertz Documentary,[12] 03′ 21″
- 2016: Macbamuseo: Geometric Obsession. American School 1965–2015,[13] 01′ 54″

## Werke in öffentlichen Sammlungen (Auswahl)
- Columbus Museum of Art, USA
- Museum of Fine Arts, Boston, USA[14]
- Brooklyn Museum, USA[15]
- Harvard University Museum, USA[16]
- Hallmark Collection, Kansas City, USA[17]
- Metropolitan Museum of Art, New York, USA[18]
- Museum of Modern Art, New York, USA[19]
- The New York Public Library, New York, USA
- New Jersey State Museum, New Jersey, USA[20]
- The Phillips Collection, Washington, D.C., USA[21]
- The Princeton University Library, Princeton, USA
- St. Lawrence University Art Museum, Canton, Bundesstaat New York, USA[22]
- Whitney Museum of American Art, New York, USA[23]
- The British Museum, London, England[24]
- Osthaus Museum Hagen, Hagen, Deutschland[25]
- MACBA Museum of Contemporary Art in Buenos Aires, Argentinien[26]
- Wilhelm Hack Museum, Ludwigshafen, Deutschland[27]

## Ausstellungen (Auswahl)

### Einzelausstellungen
- 2006: LIV, Benton Nyce Gallery, Greenport, New York, USA
- 2011: Gabriele Evertz – Rapture[28], Minus Space, New York, USA
- 2012: Gabriele Evertz – Optic Drive,[29] David Richard Gallery, Santa Fe, USA
- 2012: Gabriele Evertz – The Geometry of Color,[30] Art Sites Gallery, Riverhead, New York, USA
- 2015: The Gray Question,[31] Minus Space, New York, USA
- 2017: Gabriele Evertz – Color Relativity,[32] 499 Park Ave Lobby Gallery, New York, USA
- 2018: Flagge zeigen – Gabriele Evertz,[33][34] Radevormwald, Deutschland
- 2020: Gabriele Evertz – Exaltation,[35] Galerie Minus Space, New York, USA
- 2022: Gabriele Evertz – Path,[36] Galerie Minus Space, New York, USA

### Ausstellungsbeteiligungen
- 2010: Escape from New York, Massey University,[37] Wellington, Neuseeland
- 2010: Escape from New York,[38]  Project Space Spare Room, RMIT University, Melbourne, Australien
- 2011: Pointing a Telescope at the Sun,[39] Minus Space, New York, USA
- 2011: American Abstract Artists International,[40] Deutscher Künstlerbund, Berlin, Deutschland
- 2012: Minus Space,[41] The Suburban Gallery, Chicago, USA (mit Mark Dagley und Gilbert Hsiao)
- 2012: Buzz,[42] Galeria Nara Roesler, Sao Paulo, Brasilien
- 2012: Seeing Red. A Group Exhibition,[43] David Richard Gallery, Santa Fe, USA
- 2013: Hauptsache Grau,[44][45] Mies van der Rohe Haus, Berlin, Deutschland
- 2014: A Global Exchange: Geometric Abstraction Since 1950,[46] The Patricia & Phillip Frost Art Museum, Miami, USA
- 2014: Doppler Shift[47] Visual Arts Center of New Jersey, Summit, USA
- 2014: Intervention. Flagge zeigen,[48] Banner Projekt, Radevormwald, Deutschland
- 2014: Hard Edge Abstraction: Paintings and Works on Paper,[49] St. Lawrence University, Canton, USA
- 2015: Territory of Abstraction,[50] Pentimenti Gallery, Philadelphia, USA
- 2015: Breaking Pattern,[51] Minus Space, New York, USA
- 2015: Geometric Obsession. American School 1965–2015,[52] Museum de Arte Contemporaneo Buenos Aires, Buenos Aires, Argentinien
- 2015: Op Infinitum: ‘The Responsive Eye’ Fifty Years After,[53] David Richard Gallery, Santa Fe, USA
- 2016: Painting Color,[54] Glassell Gallery in der Louisiana State University, Baton Rouge, USA
- 2016: Color,[55] Philip Slein Gallery, St. Louis, USA
- 2017: Polychromy: Gabriele Evertz and Sanford Wurmfeld,[56] Minus Space, New York, USA
- 2017: Extended Progress,[57] Saturation Point Projects, London, England
- 2018: Radiant Energy,[58][59] Visual Art Center of New Jersey, Summit, USA
- 2024: Perception and Abstraction, The Terry & David Peak Collection,[60] Logan, USA

## Kuratierte Ausstellungen (Auswahl)
- 2003: Seeing Red: Contemporary Nonobjective Painting,[61] (kuratiert zusammen mit Dr. Michael Fehr) Hunter College/Times Square Gallery, New York, USA
- 2006: Presentational Painting III,[62] Hunter College/Times Square Gallery, New York, USA
- 2009: Color Exchange Berlin-New York,[63] Galerie Parterre, Berlin, Deutschland (später war die Ausstellung auch zu sehen in der Galerie Metaphor Contemporary Art,[64] in New York, USA)
- 2010: Visual Sensations, The Paintings of Robert Swain: 1967–2010,[65] Hunter College/Times Square Gallery, New York, USA
- 2017: Dual Current: Inseparable Elements in Painting and Architecture, Universität von Tennessee, Knoxville, USA (später war die Ausstellung auch zu sehen in der Murray State University in Kentucky und in der University of Alabama, Tuscaloosa,[66] Alabama, USA)